# RyuRyu
RyuRyu（リュリュ、りゅりゅ）は、ベルーナが毎年発行するファッションカタログの名前。インターネットショッピングは、ハッピーマーケットで、2001年より実施していた（現在はベルーナのサイト内で実施している）。同時に「Racy」・「Chez Moi」も実施開始。表紙の体裁は赤文字雑誌の路線を踏襲しており、商品の傾向も同様である。

## 主なモデル
- 加藤夏希（主に表紙を飾っている）

## 備考
- モデルが写っている画像は、カタログは体全体写っているが、インターネットショッピングでは顔の部分などをカットして公開していた時期があった。
- 「ryuryu.jp」ドメインが取得されたのは、2001年である。
- のちに第一線で活躍するようになった人物がスタッフを務めていたこともある。